# Денис Закария
Денис Закария е швейцарски футболист, полузащитник на френския Монако и националния отбор на Швейцария.

## Детство
Роден е в Женева в семейство на южносуданец и конгоанка.

## Кариера

### Ювентус
На 31 януари 2022 г. подписва 4,5-годишен договор с италианския гранд „Ювентус“ на стойност 4,5 млн. евро.